# گمینا برودنگتسا (استان لهستان بزرگ‌تر)
گمینا برودنگتسا (استان لهستان بزرگ‌تر) (به لهستانی:  Gmina Brodnica) یک گمینا در لهستان است که در شهرستان شرم واقع شده‌است. گمینا برودنگتسا ۹۵٫۸۶ کیلومتر مربع مساحت و ۴٬۶۴۴ نفر جمعیت دارد.